# Léglise
Léglise (Waals: L'Eglijhe) is een plaats en gemeente in de Belgische provincie Luxemburg.
Léglise is in zijn huidige vorm ontstaan op 1 januari 1977 uit de fusie van 5 gemeenten, op hun beurt onderverdeeld in 28 dorpen en gehuchten, die voorheen elk hun eigen karakter en gewoonten hadden. Van de voormalige gemeente Anlier, (dat zelf met Habay fuseerde), werd bij de fusie ook het gehucht Louftémont aangehecht. De gemeente telt ruim 5.000 inwoners en is met slechts 30 inwoners per km² een van de dunst bevolkte gemeenten van België. Léglise wordt doorsneden door en heeft een aansluiting op de autosnelweg E25/E411.

## Kernen

### Deelgemeenten
| # | Naam     | Opp. (km²) | Inwoners (2020) | Inwoners per km² | NIS-code |
| - | -------- | ---------- | --------------- | ---------------- | -------- |
| 1 | Léglise  | 71,55      | 1.761           | 25               | 84033A   |
| 2 | Ebly     | 18,59      | 761             | 41               | 84033B   |
| 3 | Witry    | 23,90      | 549             | 23               | 84033C   |
| 4 | Mellier  | 27,49      | 971             | 35               | 84033D   |
| 5 | Assenois | 32,16      | 1.511           | 47               | 84033E   |

## Overige kernen
Léglise telt volgende dorpen en gehuchten per deelgemeente:
- Léglise: Xaimont, Narcimont, Gennevaux en Wittimont
- Ébly: Chêne, Vaux-lez-Chêne, Maisoncelle en Bombois
- Witry: Traimont, Volaiville en Winville
- Mellier: Thibessart en Rancimont
- Assenois: Habaru, Bernimont, Chevaudos, Lavaux, Naleumont, Nivelet en Les Fossés
- Louftémont Behême en Vlessart

## Aangrenzende gemeenten
| Aangrenzende gemeenten | Aangrenzende gemeenten | Aangrenzende gemeenten | Aangrenzende gemeenten | Aangrenzende gemeenten |
| ---------------------- | ---------------------- | ---------------------- | ---------------------- | ---------------------- |
|                        |                        | Vaux-sur-Sûre          |                        | Fauvillers             |
|                        |                        |                        |                        |                        |
| Neufchâteau            | Martelange             |                        |                        |                        |
|                        |                        |                        |                        |                        |
| Tintigny, Chiny        |                        | Habay                  |                        |                        |

## Demografische evolutie

### Demografische evolutie voor de fusie
- Bronnen:NIS, Opm:1831 tot en met 1970=volkstellingenmber, 1976= inwoneraantal op 31 december

### Demografische evolutie van de fusiegemeente
Alle historische gegevens hebben betrekking op de huidige gemeente, inclusief deelgemeenten, zoals ontstaan na de fusie van 1 januari 1977.
- Bronnen:NIS, Opm:1831 tot en met 1981=volkstellingen; 1990 en later= inwonertal op 1 januari

| Inwoners van jaar tot jaar op 1 januari 1992 tot heden | Inwoners van jaar tot jaar op 1 januari 1992 tot heden | Inwoners van jaar tot jaar op 1 januari 1992 tot heden |
| jaar                                                   | Aantal                                                 | Evolutie: 1992=index 100                               |
| ------------------------------------------------------ | ------------------------------------------------------ | ------------------------------------------------------ |
| 1992                                                   | 3.412                                                  | 100,0                                                  |
| 1993                                                   | 3.445                                                  | 101,0                                                  |
| 1994                                                   | 3.519                                                  | 103,1                                                  |
| 1995                                                   | 3.556                                                  | 104,2                                                  |
| 1996                                                   | 3.555                                                  | 104,2                                                  |
| 1997                                                   | 3.609                                                  | 105,8                                                  |
| 1998                                                   | 3.624                                                  | 106,2                                                  |
| 1999                                                   | 3.630                                                  | 106,4                                                  |
| 2000                                                   | 3.701                                                  | 108,5                                                  |
| 2001                                                   | 3.717                                                  | 108,9                                                  |
| 2002                                                   | 3.773                                                  | 110,6                                                  |
| 2003                                                   | 3.804                                                  | 111,5                                                  |
| 2004                                                   | 3.898                                                  | 114,2                                                  |
| 2005                                                   | 3.966                                                  | 116,2                                                  |
| 2006                                                   | 4.080                                                  | 119,6                                                  |
| 2007                                                   | 4.178                                                  | 122,5                                                  |
| 2008                                                   | 4.351                                                  | 127,5                                                  |
| 2009                                                   | 4.484                                                  | 131,4                                                  |
| 2010                                                   | 4.604                                                  | 134,9                                                  |
| 2011                                                   | 4.730                                                  | 138,6                                                  |
| 2012                                                   | 4.796                                                  | 140,6                                                  |
| 2013                                                   | 4.903                                                  | 143,7                                                  |
| 2014                                                   | 5.039                                                  | 147,7                                                  |
| 2015                                                   | 5.118                                                  | 150,0                                                  |
| 2016                                                   | 5.180                                                  | 151,8                                                  |
| 2017                                                   | 5.239                                                  | 153,5                                                  |
| 2018                                                   | 5.366                                                  | 157,3                                                  |
| 2019                                                   | 5.471                                                  | 160,3                                                  |
| 2020                                                   | 5.553                                                  | 162,7                                                  |
| 2021                                                   | 5.626                                                  | 164,9                                                  |
| 2022                                                   | 5.705                                                  | 167,2                                                  |
| 2023                                                   | 5.746                                                  | 168,4                                                  |
| 2024                                                   | 5.839                                                  | 171,1                                                  |
| 2025                                                   | 5.868                                                  | 172,0                                                  |

## Geschiedenis
Er zijn meerdere prehistorische, Gallo-Romeinse en vroegmiddeleeuwse sporen teruggevonden.
Il reste, grâce à Dieu, un Luxembourg inconnu.

Il reste des ombrages que nul n'a chantés,

des coins de bois où l'on peut rêver seul.
(frère Ignace, dichter, afkomstig uit Léglise.)
De gemeente kwam in de belangstelling toen op 20 september 1982 een tornado de plaats trof, en een ravage achterliet. Verscheidene huizen en gebouwen werden te zwaar beschadigd om nog herbouwd te worden. Gelukkig vielen er geen slachtoffers.

## Zie ook

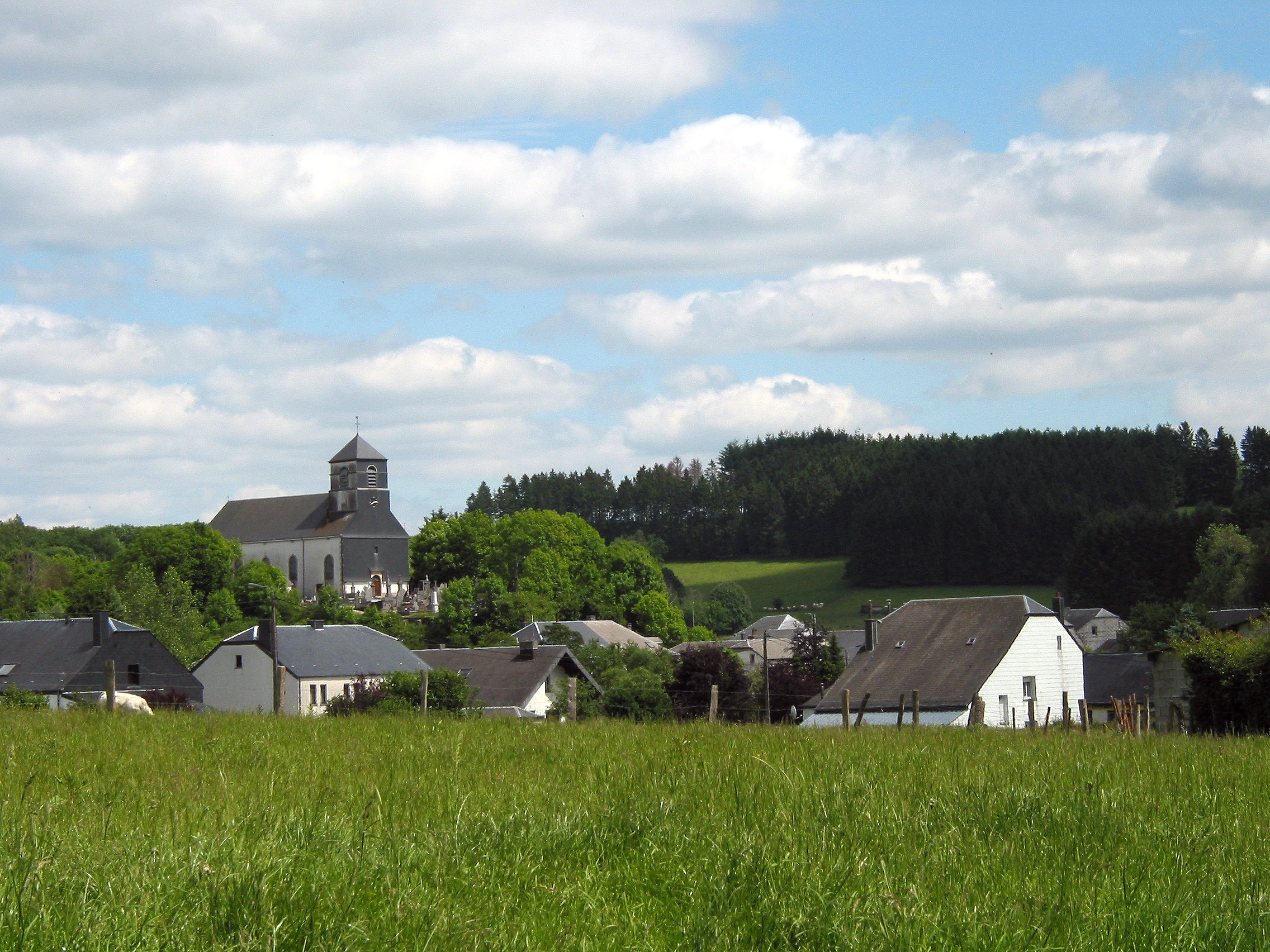
Uitzicht over Léglise

## Politiek

### Resultaten gemeenteraadsverkiezingen sinds 1976
| Partij                                                                      | 10-10-1976 | 10-10-1976 | 10-10-1982 | 10-10-1982 | 9-10-1988 | 9-10-1988 | 9-10-1994 | 9-10-1994 | 8-10-2000 | 8-10-2000 | 8-10-2006 | 8-10-2006 | 14-10-2012 | 14-10-2012 | 14-10-2018 | 14-10-2018 | 13-10-2024 | 13-10-2024 |
| Stemmen / Zetels                                                            | %          | 13         | %          | 13         | %         | 13        | %         | 13        | %         | 13        | %         | 13        | %          | 15         | %          | 17         | %          | 17         |
| --------------------------------------------------------------------------- | ---------- | ---------- | ---------- | ---------- | --------- | --------- | --------- | --------- | --------- | --------- | --------- | --------- | ---------- | ---------- | ---------- | ---------- | ---------- | ---------- |
| IC1 / EGP2                                                                  | 27,681     | 3          | 30,782     | 4          | -         |           | -         |           | -         |           | -         |           | -          |            | -          |            | -          |            |
| UC1 / IC2 / HDM3 / HDMP4 / Ensemble5 / R.ensemble6                          | 63,981     | 10         | 60,932     | 9          | 32,542    | 4         | 59,053    | 8         | 62,944    | 9         | 68,245    | 9         | 51,776     | 8          | 67,465     | 12         | 71,075     | 13         |
| ICD                                                                         | 8,34       | 0          | -          |            | -         |           | -         |           | -         |           | -         |           | -          |            | -          |            | -          |            |
| UL                                                                          | -          |            | 8,29       | 0          | -         |           | -         |           | -         |           | -         |           | -          |            | -          |            | -          |            |
| G.A.N.1 / VISAS2 / ACTION3 / Innover4 / OSONS5 / Pourquoi Pas6 / Pour Vous7 | -          |            | -          |            | 67,461    | 9         | 40,952    | 5         | 37,063    | 4         | 31,764    | 4         | 48,235     | 7          | 32,546     | 5          | 28,937     | 4          |
| Totaal stemmen                                                              | 2468       | 2468       | 2429       | 2429       | 2416      | 2416      | 2524      | 2524      | 2564      | 2564      | 2822      | 2822      | 3130       | 3130       | 3547       | 3547       | 3830       | 3830       |
| Opkomst %                                                                   |            |            |            |            | 97,03     | 97,03     | 96,89     | 96,89     | 95,89     | 95,89     | 95,63     | 95,63     | 94,65      | 94,65      | 94,36      | 94,36      | 93,37      | 93,37      |
| Blanco en ongeldig %                                                        | 1,34       | 1,34       | 2,63       | 2,63       | 2,32      | 2,32      | 3,45      | 3,45      | 5,69      | 5,69      | 5,95      | 5,95      | 6,13       | 6,13       | 5,84       | 5,84       | 5,69       | 5,69       |